# Hotel Hilton Garden Inn Tucumán
El Hotel Hilton Garden Inn es un establecimiento hotelero de San Miguel de Tucumán, Tucumán, Argentina. Este pertenece a la cadena Hilton Hotels and Resorts, ubicándose en el solar del ex-Mercado de Abasto de la capital.

## Historia
En el sitio del hotel funcionaba el Mercado Central de Abasto. Este fue abierto en 1933 y cerrado en 1998 para trasladarse al Mercado Frutihortícola (Mercofrut). En 2007, tras varios intentos de brindar nuevos usos, la estructura fue demolida para dar paso a un proyecto del centro comercial Abasto Tucumano y salas de teatro y cine. Las obras para la concreción del centro comercial comenzaron en 2008, pero fueron paralizadas en 2009. 
Ese mismo año se modificó el proyecto, renombrando como Central Tucumano, y se planteó la construcción de un establecimiento hotelero. Este nuevo proyecto se inició a construir en 2010, siendo el hotel inaugurado el 1 de octubre de 2012 por el ministro de turismo Enrique Meyer, el vicegobernador Regino Amado, el intendente Domingo Amaya, el presidente de Tucumán Turismo Bernardo Racedo Aragón y empresarios privados. 

## Descripción
El hotel se halla en un edificio de 5 plantas en una superficie de 8200 m². Este cuenta con 103 habitaciones, una suite presidencial y estacionamiento subterráneo para 300 vehículos. El establecimiento hotelero está dentro del complejo Central Tucumano; el cual posee una extensión de 22000 m² donde se localiza un casino, una sala de convenciones para 600 personas, locales comerciales, el Teatro Municipal Rosita Ávila y un paseo gastronómico en la estructura de la recova del viejo mercado. 